# Friedrich I. von Lebus
Friedrich war Bischof von Lebus von 1305 bis 1311.

## Leben
Friedrich residierte offiziell in Göritz. 1308 war er beim Feldzug der brandenburgischen Markgrafen Otto IV. und Waldemar nach Danzig anwesend. 
1311 bestätigte Markgraf Waldemar dem Bistum  den Kauf des Dorfes Werbig bei Lebus von den Tempelherren. Im Jahre 1313 bestätigte Herzog Władysław I. von Krakau den Besitz des Bistums Lebus in und bei Opatów.
Weitere Nachrichten sind über den Bischof nicht erhalten.